# 新京医科大学
新京医科大学是满洲国培养医务人员的大学。

## 历史
前身“吉林省立医院附属医学校”1928年在吉林市建立。1932年停办。1934年根据满洲国民政部的指令，改称“吉林国立医院附属医学校”。1936年年末，该校搬迁至首都新京，在兴安大路（今西安大路）千早医院（现长春生物制品所宿舍）西面，并更名为“新京医科学校”。1937年5月，满洲国政府公布新学制，学校升格为“新京医科大学”，学制四年。1941年后，迁移至新建的教学设施内（现今人民大街与自由大路东南的兴隆沟（今“师大暗渠”）之南，现为东北师范大学生命科学院地址）。1942年教职员91人，在校生296人。1942年，新京医科大学接收奉天的“奉天药剂师养成所”，扩充了药学部分。1945年，“奉天药剂师养成所”变为新京医科大学的“药学部”，迁往长春。 
1946年10月原址及设施并入国立长春大学，成为国立长春大学医学院。1948年底“国立长春大学医学院”与沈阳的中国医科大学的部分专业合并为中国人民解放军长春军医大学。